# Bebearia schoutedeni
Bebearia schoutedeni is een vlinder uit de familie van de Nymphalidae. De wetenschappelijke naam van de soort is voor het eerst geldig gepubliceerd in 1954 door Overlaet.